# Anatole de Baudot
Pour les articles homonymes, voir Baudot.
Anatole de Baudot (Sarrebourg, 14 octobre 1834 - Paris, 28 février 1915) est un architecte français.

## Vie et réalisations
Anatole de Baudot parvient à concilier l'École des beaux-arts et la Commission des monuments historiques. Il est élève du Grand Prix de Rome Henri Labrouste et d'Eugène Viollet-le-Duc dont il est l'élève préféré et à qui il est adjoint tout jeune pour la restauration de la chapelle de Vincennes dont il dirige en fait les travaux dès 1867. En 1887 il ouvre le premier cours d'architecture médiévale aux Beaux-Arts, après avoir, en 1865, figuré parmi les 137 premiers actionnaires de l'École spéciale d'architecture aux côtés de Ferdinand de Lesseps, Émile Pereire, Eugène Flachat, Jacques Charles Dupont de l'Eure, Jean-Baptiste André Godin, Eugène Viollet-le-Duc ou Émile Muller. Architecte diocésain, il restaure la cathédrale de Clermont-Ferrand et est nommé, en 1875, inspecteur général des édifices diocésains.
Sa carrière suit cependant deux directions :
- La restauration, à la suite de son professeur Eugène Viollet-le-Duc. Il est nommé vice-président de la commission des monuments historiques en 1880, Il est le premier et seul titulaire de la chaire d'architecture française créée en 1887 au Trocadéro.
- La construction neuve, dans la lignée rationaliste de Henri Labrouste (dont il a suivi l'enseignement). Il associe différents matériaux (parfois à la pointe du progrès) pour leur qualité structurale : ossature métallique, briques, pierre de taille, ciment armé système Cottancin, etc.

Il prend sa retraite en 1915.
Il meurt en son domicile, 49 boulevard de Clichy dans le 9e arrondissement de Paris le 28 février 1915.

### Restaurations
Anatole de Baudot suit, avec Eugène Viollet-le-Duc, le chantier du château de Vincennes avant de le diriger seul pendant 40 ans. À Toulouse et au château de Blois il prend la suite de Félix Duban.
- En Corrèze :
  - Église d'Aubazine
  - Église abbatiale Saint-Pierre de Beaulieu-sur-Dordogne
  - Église collégiale Saint-Martin de Brive-la-Gaillarde
  - Église Saint-Pierre d'Uzerche
- En Loir-et-Cher :
  - Église de Saint-Nicolas-Saint-Laumer à Blois
  - Château Royal de Blois
  - Église Notre-Dame de Nanteuil à Montrichard
  - Église Notre-Dame-la-Blanche à Selles-sur-Cher
- En Charente :
  - Église de Saint-Amant-de-Boixe
- En Indre-et-Loire :
  - Église de Preuilly-sur-Claise
- Dans le Puy-de-Dôme :
  - Portail occidental et flèches de la cathédrale Notre-Dame-de-l'Assomption de Clermont

### Constructions
- 1870 : construction de l'église Saint-Pierre de Larochemillay (Nièvre) en remplacement de l'église vétuste précédente.
- 1871 : reconstruction de l'église Saint-Lubin à Rambouillet, en remplacement d'une église du XIIe siècle jugée trop vétuste et trop exiguë
- 1882 : lycée Lakanal à Sceaux
- 1887 : lycée Edmond-Perrier à Tulle où il met en œuvre une polychromie des façades à base de briques, faïences et métal comme au lycée Lakanal
- 1892-1893 : hôtel particulier au 1, rue de Pomereu, à Paris 16e, construit par l’architecte pour lui-même[3].
- 1894 : lycée Victor-Hugo à Paris (3e arrondissement)
- 1894-1904 : église Saint-Jean de Montmartre à Paris (18e arrondissement), où il utilise le ciment armé « système Cottancin[4] », procédé économique de construction breveté par l'ingénieur du même nom (voûtes minces, avec des nervures[5])
- 1899-1902 : théâtre Les 7 collines à Tulle, avec mise en œuvre de voile mince en ciment armé pour le dôme de toiture

### Postérité
Emmanuel Chaîne, François Lecœur, Paul Vorin et Léon Benouville ont été ses élèves.

## Publications

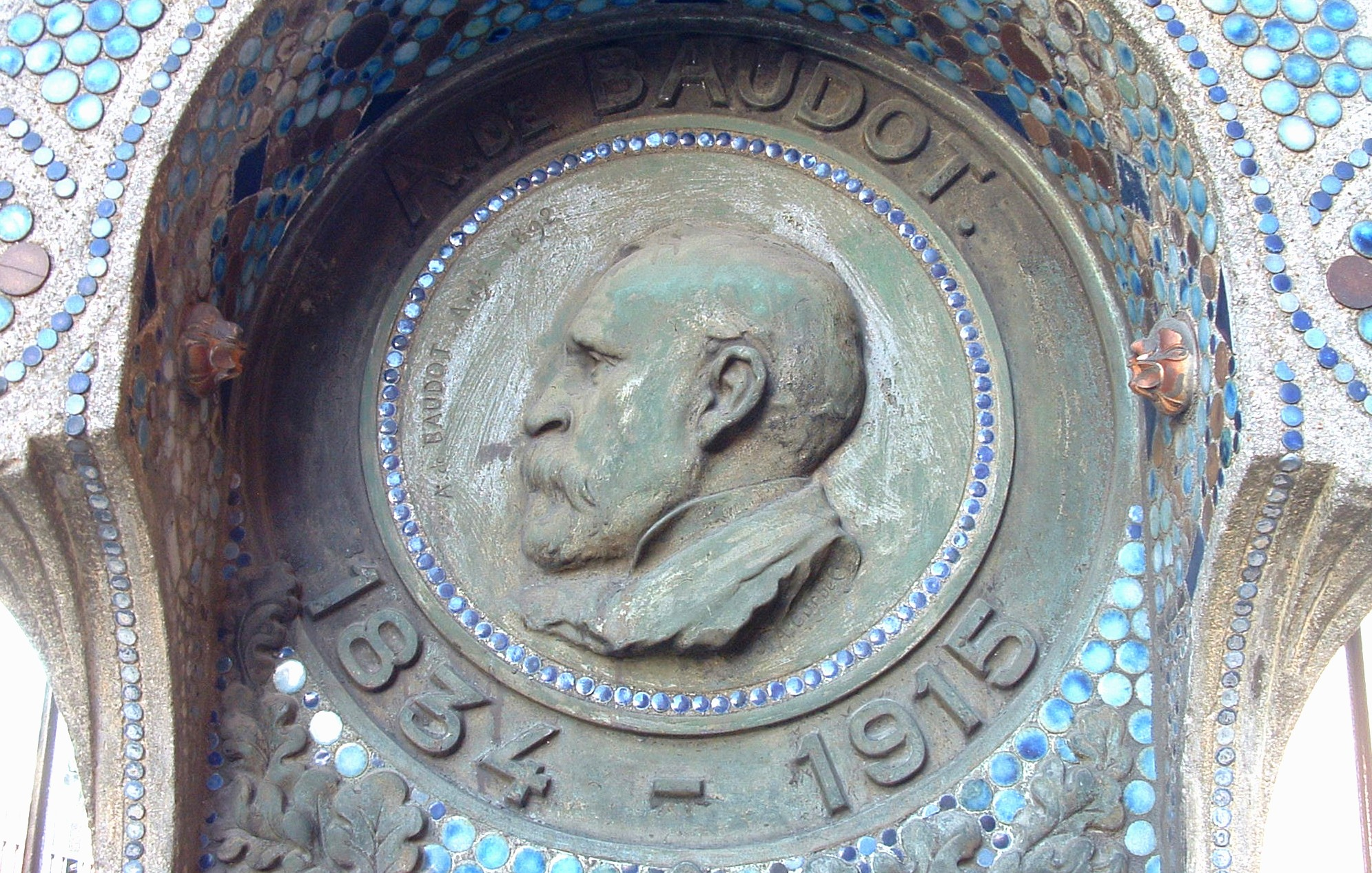
Plaque commémorative à l'église Saint-Jean-de-Montmartre.

- s.d.[7] (vers 1890-1900) : Archives de la Commission des Monuments Historiques publiés par les soins de A. de Baudot et A. Perrault-Dabot[8]
- 1904 : L'Architecture et le ciment armé, Office général d'éditions artistiques, 47 p.
- 1916 (publ. posthume) : L'Architecture, le passé, le présent, Henri Laurens, Paris